# Jul i Stora Skogen
Jul i Stora Skogen är en bok för barn skriven av Ulf Stark och illustrerad av Eva Eriksson.

## Handling
Den ilskna tomten "Vrese", tar hand om ett övergivet hus där han räddar en humla ur ett spindelnät. Kaninerna Nina och Kain hittar hans bortblåsta luva och vantar samt en trasig skylt som de behöver hjälp att kunna läsa.